# Temporada 2022-2023 de la Liga de Béisbol Profesional de la República Dominicana
La temporada 2022-23 de la Liga de Béisbol Profesional de la República Dominicana fue la 69° edición de este torneo. La serie regular inició el 15 de octubre de 2022 y finalizó el 17 de diciembre de 2022. El round Robin inició el 19 de diciembre de 2022 y finalizó el 11 de enero de 2023. La serie final inició el 13 de enero de 2023 y terminó el 18 de enero de 2023 con el triunfo de los Tigres del Licey sobre las Estrellas Orientales. 
La temporada estuvo dedicada a la memoria de Don Tomás Troncoso Cuesta, quien fuera un destacado cronista y comentarista.

## Equipos
| Equipo               | Ciudad/Entidad federal                     | Estadio                         | Fundación               | Títulos de la liga hasta 2022-23 | Títulos del Caribe hasta 2022-23 |
| -------------------- | ------------------------------------------ | ------------------------------- | ----------------------- | -------------------------------- | -------------------------------- |
| Tigres del Licey     | Santo Domingo                              | Estadio Quisqueya Juan Marichal | 7 de noviembre de 1907  | 23                               | 11                               |
| Águilas Cibaeñas     | Santiago, Santiago de los Caballeros       | Estadio Cibao                   | 2 de enero de 1933      | 22                               | 6                                |
| Leones del Escogido  | Santo Domingo                              | Estadio Quisqueya Juan Marichal | 17 de febrero de 1921   | 16                               | 4                                |
| Estrellas Orientales | San Pedro de Macorís, San Pedro de Macorís | Estadio Tetelo Vargas           | 15 de diciembre de 1910 | 3                                | 0                                |
| Toros del Este       | La Romana, La Romana                       | Estadio Francisco Micheli       | 12 de agosto de 1983    | 3                                | 1                                |
| Gigantes del Cibao   | San Francisco de Macorís, Duarte           | Estadio Julián Javier           | 23 de abril de 1996     | 2                                | 0                                |

## Serie Regular

### Posiciones
- Actualizadas al 17 de diciembre de 2022.[2]

| Temporada regular    | Temporada regular | Temporada regular | Temporada regular | Temporada regular | Temporada regular | Temporada regular | Temporada regular | Temporada regular | Temporada regular | Temporada regular | Temporada regular | Temporada regular | Temporada regular |
| Equipo               | JJ                | JG                | JP                | Ave.              | Dif.              | Racha             | Últ. 10           | Local             | Visita            | CA                | CP                | Dif.              |                   |
| -------------------- | ----------------- | ----------------- | ----------------- | ----------------- | ----------------- | ----------------- | ----------------- | ----------------- | ----------------- | ----------------- | ----------------- | ----------------- | ----------------- |
| Tigres del Licey     | 50                | 34                | 16                | .680              | -                 | G-1               | 6-4               | 18-7              | 16-9              | 234               | 138               | +96               |                   |
| Águilas Cibaeñas     | 50                | 32                | 18                | .640              | 2.0               | G-1               | 5-5               | 19-6              | 13-12             | 212               | 163               | +49               |                   |
| Gigantes del Cibao   | 50                | 25                | 25                | .500              | 9.0               | P-1               | 5-5               | 13-12             | 12-13             | 209               | 194               | +15               |                   |
| Estrellas Orientales | 50                | 23                | 27                | .460              | 11.0              | G-1               | 5-5               | 15-10             | 8-17              | 171               | 205               | -34               |                   |
| Toros del Este       | 50                | 18                | 32                | .360              | 16.0              | P-5               | 3-7               | 12-13             | 6-19              | 141               | 213               | -72               |                   |
| Leones del Escogido  | 50                | 18                | 32                | .360              | 16.0              | G-1               | 5-5               | 14-11             | 4-21              | 139               | 193               | -54               |                   |

|  |                                     |
|  | Clasificados al Todos contra Todos. |

|  |                                      |
|  | Eliminado de la Temporada 2022-2023. |

## Líderes

### Temporada regular
Actualizado al 16 de diciembre de 2022.
| Stat | Jugador          | Equipo | Total |
| ---- | ---------------- | ------ | ----- |
| AVG  | Henry Urrutia    | GC     | .318  |
| OBP  | Henry Urrutia    | GC     | .387  |
| SLG  | Ronny Mauricio   | TL     | .381  |
| H    | Ronny Mauricio   | TL     | 54    |
| 2B   | Ronny Mauricio   | TL     | 15    |
| 3B   | Emilio Bonifacio | TL     | 6     |
| HR   | Rainer Nuñez     | EO     | 7     |
| CI   | Ronny Mauricio   | TL     | 31    |
| BR   | Tito Polo        | GC     | 17    |
| CA   | Tito Polo        | GC     | 31    |
| TB   | Ronny Mauricio   | TL     | 88    |

| Stat | Jugador         | Equipo | Total |
| ---- | --------------- | ------ | ----- |
| V    | César Valdez    | TL     | 6     |
| QS   | César Valdez    | TL     | 8     |
| EFE. | Yunesky Maya    | AC     | 1.34  |
| SO   | Carlos Martínez | AC     | 53    |
| IL   | César Valdez    | TL     | 53.6  |
| SV   | Jairo Asencio   | TL     | 15    |
| HLD  | Hansel Robles   | TL     | 10    |
| WHIP | Pedro Fernández | GC     | 0.95  |

### Round Robin
Actualizado al 11 de enero de 2023.
| Stat | Jugador                          | Equipo | Total |
| ---- | -------------------------------- | ------ | ----- |
| AVG  | Jeimer Candelario                | EO     | .424  |
| OBP  | Jeimer Candelario                | EO     | .478  |
| SLG  | Jorge Alfaro                     | TL     | .583  |
| H    | Jeimer Candelario                | EO     | 24    |
| 2B   | Jorge Alfaro                     | TL     | 7     |
| 3B   | Emilio Bonifacio Luis Liberato   | TL GC  | 3     |
| HR   | Lewin Díaz Mel Rojas Jr.         | EO TL  | 3     |
| CI   | Yamaico Navarro Emilio Bonifacio | GC TL  | 13    |
| BR   | Emilio Bonifacio                 | TL     | 5     |
| CA   | Emilio Bonifacio                 | TL     | 13    |
| TB   | Emilio Bonifacio                 | TL     | 37    |

| Stat | Jugador       | Equipo | Total |
| ---- | ------------- | ------ | ----- |
| V    | Roenis Elías  | AC     | 3     |
| QS   | Raúl Valdez   | TL     | 4     |
| EFE. | Andy Otero    | EO     | 1.00  |
| SO   | Roenis Elías  | AC     | 25    |
| IL   | Raúl Valdez   | TL     | 26.3  |
| SV   | Jairo Asencio | TL     | 6     |
| WHIP | Roenis Elías  | AC     | 0.68  |

### Serie Final
Actualizado al 18 de enero de 2023.
| Stat | Jugador                                      | Equipo | Total |
| ---- | -------------------------------------------- | ------ | ----- |
| AVG  | Dairon Blanco                                | TL     | .500  |
| OBP  | Dairon Blanco                                | TL     | .526  |
| SLG  | Jorge Alfaro                                 | TL     | .789  |
| H    | Jorge Alfaro Dairon Blanco                   | TL     | 8     |
| 2B   | Jeimer Candelario                            | EO     | 3     |
| 3B   | Junior Lake                                  | EO     | 1     |
| HR   | Jorge Alfaro Jeimer Candelario               | TL EO  | 3     |
| CI   | Jorge Alfaro Mel Rojas Jr. Jeimer Candelario | TL EO  | 4     |
| BR   | Dairon Blanco                                | TL     | 4     |
| CA   | Jorge Alfaro Mel Rojas Jr.                   | TL     | 4     |
| TB   | Jorge Alfaro                                 | TL     | 15    |

| Stat | Jugador                                               | Equipo | Total |
| ---- | ----------------------------------------------------- | ------ | ----- |
| V    | Brooks Hall Esmil Rogers Raúl Valdez                  | TL     | 1     |
| QS   | Brooks Hall Esmil Rogers Raúl Valdez Alemao Hernández | TL EO  | 1     |
| EFE. | Alemao Hernández Marcelo Martínez Esmil Rogers        | EO TL  | 0.00  |
| SO   | Andy Otero                                            | EO     | 7     |
| IL   | Andy Otero                                            | EO     | 7.6   |
| SV   | Jairo Asencio                                         | TL     | 2     |
| WHIP | Marcelo Martínez                                      | EO     | 0.50  |

## Round Robin
Se jugará una ronda todos contra todos  para definir a los equipos que disputarán la Serie Final. Se jugarán 18 partidos entre el 19 de diciembre de 2022 y el 13 de enero de 2023.
| Pos. | Equipo               | JJ | JG | JP | %    | Dif. | Local | Visitante | Racha | CA | CP | Dif. |
| ---- | -------------------- | -- | -- | -- | ---- | ---- | ----- | --------- | ----- | -- | -- | ---- |
| 1    | Tigres del Licey     | 16 | 10 | 6  | .625 | -    | 6-3   | 4-3       | G-4   | 76 | 56 | +20  |
| 2    | Estrellas Orientales | 16 | 10 | 6  | .625 | -    | 5-2   | 5-4       | G-5   | 67 | 56 | +11  |
| 3    | Águilas Cibaeñas     | 16 | 6  | 10 | .375 | 4.0  | 3-5   | 3-5       | P-4   | 60 | 63 | -3   |
| 4    | Gigantes del Cibao   | 16 | 6  | 10 | .375 | 4.0  | 3-5   | 3-5       | P-5   | 44 | 72 | -28  |

|  |                                |
|  | Clasificados a la Serie Final. |

|  |                                      |
|  | Eliminado de la Temporada 2022-2023. |

| Semana 1 - Del 19 al 22 de diciembre | Semana 1 - Del 19 al 22 de diciembre | Semana 1 - Del 19 al 22 de diciembre | Semana 1 - Del 19 al 22 de diciembre | Semana 1 - Del 19 al 22 de diciembre | Semana 1 - Del 19 al 22 de diciembre |
| Fecha                                | Hora                                 | Visitante                            | Resultado                            | Home Club                            | Estadio                              |
| ------------------------------------ | ------------------------------------ | ------------------------------------ | ------------------------------------ | ------------------------------------ | ------------------------------------ |
| 19 de diciembre                      | 7:15 p. m.                           | Estrellas Orientales                 | 2-7                                  | Tigres del Licey                     | Estadio Quisqueya                    |
| 19 de diciembre                      | 7:30 p. m.                           | Gigantes del Cibao                   | 0-9                                  | Águilas Cibaeñas                     | Estadio Cibao                        |
| 20 de diciembre                      | 7:00 p. m.                           | Tigres del Licey                     | 2-4                                  | Gigantes del Cibao                   | Estadio Julián Javier                |
| 20 de diciembre                      | 7:30 p. m.                           | Águilas Cibaeñas                     | 0-5                                  | Estrellas Orientales                 | Estadio Tetelo Vargas                |
| 21 de diciembre                      | 7:00 p. m.                           | Estrellas Orientales                 | 10-5                                 | Gigantes del Cibao                   | Estadio Julián Javier                |
| 21 de diciembre                      | 7:15 p. m.                           | Águilas Cibaeñas                     | 3-0                                  | Tigres del Licey                     | Estadio Quisqueya                    |
| 22 de diciembre                      | 7:30 p. m.                           | Tigres del Licey                     | 6-3                                  | Águilas Cibaeñas                     | Estadio Cibao                        |
| 22 de diciembre                      | 7:30 p. m.                           | Gigantes del Cibao                   | 2-4                                  | Estrellas Orientales                 | Estadio Tetelo Vargas                |

| Semana 2 - Del 27 al 30 de diciembre | Semana 2 - Del 27 al 30 de diciembre | Semana 2 - Del 27 al 30 de diciembre | Semana 2 - Del 27 al 30 de diciembre | Semana 2 - Del 27 al 30 de diciembre | Semana 2 - Del 27 al 30 de diciembre |
| Fecha                                | Hora                                 | Visitante                            | Resultado                            | Home Club                            | Estadio                              |
| ------------------------------------ | ------------------------------------ | ------------------------------------ | ------------------------------------ | ------------------------------------ | ------------------------------------ |
| 27 de diciembre                      | 7:15 p. m.                           | Gigantes del Cibao                   | 3-2                                  | Tigres del Licey                     | Estadio Quisqueya                    |
| 27 de diciembre                      | 7:30 p. m.                           | Estrellas Orientales                 | 0-6                                  | Águilas Cibaeñas                     | Estadio Cibao                        |
| 28 de diciembre                      | 7:00 p. m.                           | Águilas Cibaeñas                     | 3-7                                  | Gigantes del Cibao                   | Estadio Julián Javier                |
| 28 de diciembre                      | 7:30 p. m.                           | Tigres del Licey                     | 4-2                                  | Estrellas Orientales                 | Estadio Tetelo Vargas                |
| 29 de diciembre                      | 7:15 p. m.                           | Estrellas Orientales                 | 4-7                                  | Tigres del Licey                     | Estadio Quisqueya                    |
| 29 de diciembre                      | 7:30 p. m.                           | Gigantes del Cibao                   | 0-8                                  | Águilas Cibaeñas                     | Estadio Cibao                        |
| 30 de diciembre                      | 7:15 p. m.                           | Tigres del Licey                     | 0-3                                  | Gigantes del Cibao                   | Estadio Julián Javier                |
| 30 de diciembre                      | 7:30 p. m.                           | Águilas Cibaeñas                     | 6-10                                 | Estrellas Orientales                 | Estadio Tetelo Vargas                |

| Semana 3 - Del 2 al 4 de enero | Semana 3 - Del 2 al 4 de enero | Semana 3 - Del 2 al 4 de enero | Semana 3 - Del 2 al 4 de enero | Semana 3 - Del 2 al 4 de enero | Semana 3 - Del 2 al 4 de enero |
| Fecha                          | Hora                           | Visitante                      | Resultado                      | Home Club                      | Estadio                        |
| ------------------------------ | ------------------------------ | ------------------------------ | ------------------------------ | ------------------------------ | ------------------------------ |
| 2 de enero                     | 7:00 p. m.                     | Estrellas Orientales           | 3-0                            | Gigantes del Cibao             | Estadio Julián Javier          |
| 2 de enero                     | 7:15 p. m.                     | Águilas Cibaeñas               | 6-2                            | Tigres del Licey               | Estadio Quisqueya              |
| 3 de enero                     | 7:15 p. m.                     | Estrellas Orientales           | 5-8                            | Tigres del Licey               | Estadio Quisqueya              |
| 3 de enero                     | 7:30 p. m.                     | Gigantes del Cibao             | 5-0                            | Águilas Cibaeñas               | Estadio Cibao                  |
| 4 de enero                     | 7:30 p. m.                     | Tigres del Licey               | 4-3                            | Águilas Cibaeñas               | Estadio Cibao                  |
| 4 de enero                     | 7:30 p. m.                     | Gigantes del Cibao             | 4-1                            | Estrellas Orientales           | Estadio Tetelo Vargas          |

| Semana 4 - Del 6 al 9 de enero | Semana 4 - Del 6 al 9 de enero | Semana 4 - Del 6 al 9 de enero | Semana 4 - Del 6 al 9 de enero | Semana 4 - Del 6 al 9 de enero | Semana 4 - Del 6 al 9 de enero |
| Fecha                          | Hora                           | Visitante                      | Resultado                      | Home Club                      | Estadio                        |
| ------------------------------ | ------------------------------ | ------------------------------ | ------------------------------ | ------------------------------ | ------------------------------ |
| 6 de enero                     | 7:00 p. m.                     | Águilas Cibaeñas               | 5-0                            | Gigantes del Cibao             | Estadio Julián Javier          |
| 6 de enero                     | 7:30 p. m.                     | Tigres del Licey               | 2-4                            | Estrellas Orientales           | Estadio Tetelo Vargas          |
| 7 de enero                     | 5:00 p. m.                     | Tigres del Licey               | 7-5                            | Gigantes del Cibao             | Estadio Julián Javier          |
| 7 de enero                     | 7:30 p. m.                     | Águilas Cibaeñas               | 0-5                            | Estrellas Orientales           | Estadio Tetelo Vargas          |
| 8 de enero                     | 4:00 p. m.                     | Estrellas Orientales           | 4-1                            | Águilas Cibaeñas               | Estadio Cibao                  |
| 8 de enero                     | 5:00 p. m.                     | Gigantes del Cibao             | 4-5                            | Tigres del Licey               | Estadio Quisqueya              |
| 9 de enero                     | 5:00 p. m.                     | Águilas Cibaeñas               | 5-12                           | Tigres del Licey               | Estadio Quisqueya              |
| 9 de enero                     | 5:00 p. m.                     | Estrellas Orientales           | 5-2                            | Gigantes del Cibao             | Estadio Julián Javier          |

| Semana 5 - Del 11 al 13 de enero | Semana 5 - Del 11 al 13 de enero | Semana 5 - Del 11 al 13 de enero | Semana 5 - Del 11 al 13 de enero | Semana 5 - Del 11 al 13 de enero | Semana 5 - Del 11 al 13 de enero |
| Fecha                            | Hora                             | Visitante                        | Resultado                        | Home Club                        | Estadio                          |
| -------------------------------- | -------------------------------- | -------------------------------- | -------------------------------- | -------------------------------- | -------------------------------- |
| 11 de enero                      | 7:15 p. m.                       | Gigantes del Cibao               | 0-8                              | Tigres del Licey                 | Estadio Quisqueya                |
| 11 de enero                      | 7:30 p. m.                       | Estrellas Orientales             | 3-2                              | Águilas Cibaeñas                 | Estadio Cibao                    |
| 12 de enero                      | 7:30 p. m.                       | Tigres del Licey                 | -                                | Águilas Cibaeñas                 | Estadio Cibao                    |
| 12 de enero                      | 7:30 p. m.                       | Gigantes del Cibao               | -                                | Estrellas Orientales             | Estadio Tetelo Vargas            |
| 13 de enero                      | 7:00 p. m.                       | Águilas Cibaeñas                 | -                                | Gigantes del Cibao               | Estadio Julián Javier            |
| 13 de enero                      | 7:30 p. m.                       | Tigres del Licey                 | -                                | Estrellas Orientales             | Estadio Tetelo Vargas            |

## Serie final
Serie final programada a siete partidos entre el 13 de enero del 2023 al 21 de enero de 2023.
| Final de la Liga Dominicana de Béisbol Profesional Tigres del Licey vs Estrellas Orientales, 4-1 |             |                                       |               |                      |                                 |
| Juego                                                                                            | Fecha       | Score                                 | Serie (TL-EO) | Lugar                | Estadio                         |
| 1                                                                                                | 13 de enero | Estrellas 5 vs Tigres 2               | 0-1           | Santo Domingo        | Estadio Quisqueya Juan Marichal |
| 2                                                                                                | 14 de enero | Tigres 8 vs Estrellas 3               | 1-1           | San Pedro de Macorís | Estadio Tetelo Vargas           |
| 3                                                                                                | 15 de enero | Estrellas 0 vs Tigres 1               | 2-1           | Santo Domingo        | Estadio Quisqueya Juan Marichal |
| 4                                                                                                | 17 de enero | Tigres 3 vs Estrellas 1               | 3-1           | San Pedro de Macorís | Estadio Tetelo Vargas           |
| 5                                                                                                | 18 de enero | Estrellas 1 vs Tigres 2 (10 entradas) | 4-1           | Santo Domingo        | Estadio Quisqueya Juan Marichal |

|                                                 |
| Campeón Tigres del Licey Vigésimo tercer título |

## Premios

### Reconocimientos individuales
| Premio              | Ganador(es)                         | Finalistas                                                                    |
| ------------------- | ----------------------------------- | ----------------------------------------------------------------------------- |
| MVP de la Temporada | Ronny Mauricio (Tigres del Licey)   | Henry Urrutia (Gigantes del Cibao)                                            |
| Novato del Año      | Rainer Nuñez (Estrellas Orientales) | Jerar Encarnación (Águilas Cibaeñas) Elly de la Cruz (Tigres del Licey)       |
| Mánager del Año     | José Offerman (Tigres del Licey)    | José Léger (Águilas Cibaeñas) Luis Urueta (Gigantes del Cibao)                |
| Lanzador del Año    | César Valdez (Tigres del Licey)     | Yunesky Maya (Águilas Cibaeñas) Ronel Blanco (Estrellas Orientales)           |
| Gerente del Año     | Audo Vicente (Tigres del Licey)     | Angel Ovalles (Águilas Cibaeñas)                                              |
| Caballero del Año   | Emilio Bonifacio (Tigres del Licey) | N/A                                                                           |
| MVP Round Robin     | Emilio Bonifacio (Tigres del Licey) | Jeimer Candelario (Estrellas Orientales) Gustavo Nuñez (Estrellas Orientales) |
| MVP Serie Final     | Jorge Alfaro (Tigres del Licey)     | N/A                                                                           |

- Nota: Se estrena el premio caballero del año, seleccionado por todos los jugadores al jugador más caballeroso